# Barbara Remmert
Barbara Remmert (* 17. Juni 1964 in Bochum) ist eine deutsche Rechtswissenschaftlerin. Sie ist seit 2003 Professorin für Öffentliches Recht an der Juristischen Fakultät der Eberhard Karls Universität Tübingen und war von 2010 bis 2019 Richterin am Staatsgerichtshof der Freien Hansestadt Bremen.
Remmert wurde als erste Frau in der mehr als 500-jährigen Tradition der Juristischen Fakultät der Universität Tübingen auf einen ihrer Lehrstühle berufen.

## Leben
Nach ihrem Abitur 1983 in Lemgo absolvierte Remmert bis 1990 die Einstufige Juristenausbildung an der Universität Bielefeld und am Oberlandesgericht Hamm. 1994 erfolgte ihre Promotion durch die Westfälische Wilhelms-Universität Münster. Bis zum Jahr 2000 arbeitete sie als wissenschaftliche Mitarbeiterin und wissenschaftliche Assistentin an den Universitäten Bielefeld, Münster sowie der FU Berlin.
Nach einem Stipendium der Deutschen Forschungsgemeinschaft wurde sie im Jahr 2002 durch die FU Berlin habilitiert und erhielt eine Lehrbefugnis für Öffentliches Recht, Verwaltungslehre, Verfassungsgeschichte und Europarecht.
Remmert ist seit dem Jahr 2003 Professorin für Öffentliches Recht an der Juristischen Fakultät der Eberhard Karls Universität Tübingen und wurde zeitgleich Mitglied im Vorstand des dortigen Europäischen Zentrums für Föderalismusforschung. Dem Ruf der Christian-Albrechts-Universität Kiel zur Nachfolge von Edzard Schmidt-Jortzig im Jahr 2007 folgte Remmert nicht.
Zunächst Studiendekanin und Prodekanin des Fachbereichs, war sie von 2010 bis 2012 Dekanin der Juristischen Fakultät der Universität Tübingen.
Im selben Jahr wurde Remmert von der Bremischen Bürgerschaft zur Richterin des Staatsgerichtshofs der Freien Hansestadt Bremen gewählt. Sie wurde von der CDU-Fraktion vorgeschlagen und erhielt dennoch die Stimmen aller fünf damals vertretenen Fraktionen des Bremer Landesparlaments. Damit trat sie in diesem Ehrenamt die Nachfolge von Peter M. Huber an, der Innenminister in Thüringen wurde und später Richter des Bundesverfassungsgerichts wurde. Ihre Stimme gab im von der CDU-Fraktion beantragten Normkontrollverfahren zur Prüfung der Verfassungsmäßigkeit des Gesetzes zur Änderung des Bremischen Hafenbetriebsgesetzes vom 31. Januar 2012 den Ausschlag, dass dieser als unzulässig zurückgewiesen wurde. Ihre Amtszeit endete am 31. März 2019.
Seit dem Jahr 2010 ist Remmert auch Mitglied des Vorstandes der Stiftung Weltethos.
Forschungsschwerpunkte Remmerts sind Grundfragen des Staats- und Verwaltungsorganisationsrechts, Allgemeine Grundrechtslehren, Staatliche Handlungs- und Entscheidungsformen sowie Besonderes Verwaltungsrecht mit den Schwerpunkten  Recht der öffentlichen Auftragsvergabe, Kommunalrecht und Baurecht.

## Mitgliedschaften und Ämter
- seit 2003: Mitglied des Vorstandes des Europäischen Zentrums für Föderalismusforschung an der Eberhard Karls Universität Tübingen (stellvertretende Sprecherin)
- seit 2005: Vertrauensdozentin der Studienstiftung des Deutschen Volkes
- 2005 – 2020: Mitglied der Senatsgleichstellungskommission der Eberhard Karls Universität Tübingen, seither stellvertretendes Mitglied
- 2010 – 2019: Mitglied des Vorstandes der Stiftung Weltethos
- 2012 – 2015: Mitglied des Universitätsrates der Eberhard Karls Universität
- 2014 – 2019: Mitglied des Beirates des Weltethos-Instituts[4]

## Veröffentlichungen (Auswahl)
Neben Monografien und Mitherausgeberschaften umfassen die Veröffentlichungen Remmerts Lehrbuchbeiträge, Beiträge in Sammelwerken, Kommentierungen zu Gesetzestexten sowie zahlreiche Aufsätze.
Monografien
- Private Dienstleistungen in staatlichen Verwaltungsverfahren. Eine rechts- und verwaltungswissenschaftliche Untersuchung zur privaten Entscheidungsvorbereitung. (zugl. Habilitationsschrift Berlin 2002), Mohr Siebeck Verlag, Tübingen 2003, ISBN 3-16-147987-4.
- Verfassungs- und verwaltungsrechtsgeschichtliche Grundlagen des Übermaßverbotes. (zugl. Diss. Münster 1994), Müller Juristischer Verlag, Heidelberg 1995, ISBN 3-8114-1995-1.

Mitherausgeberschaften
- Tübinger Schriften zum Staats- und Verwaltungsrecht. (zusammen mit Wolfgang Graf Vitzthum, Martin Heckel, Karl-Hermann Kästner, Ferdinand Kirchhof, Hans von Mangoldt, Martin Nettesheim, Thomas Oppermann, Günter Püttner, Michael Ronellenfitsch, Christian Seiler), Duncker & Humblot, Berlin.

- Jahrbuch des Föderalismus 6 - 12. Föderalismus, Subsidiarität und Regionen in Europa. (zusammen mit Horst Förster, Martin Große Hüttmann, Rudolf Hrbek, Sebastian Kinder, Martin Nettesheim, Oliver Schlumberger, Josef Schmid, Wolfgang Graf Vitzthum, Hans-Georg Wehling), Nomos Verlag, Baden-Baden 2005 - 2011. ISSN 1616-6558.

- Schriften zum Öffentlichen Wirtschaftsrecht. (zusammen mit Martin Burgi, Elke Gurlit, Thomas Mann, Stefan Storr), Nomos Verlag, Baden-Baden.

- Die Zukunft der kommunalen Selbstverwaltung. Schriften zur politischen Landeskunde Baden-Württembergs Band 39. (zusammen mit Hans-Georg Wehling), Kohlhammer Verlag, Stuttgart 2012, ISBN 978-3-17-022012-6.
- Landesrecht Baden-Württemberg. Textsammlung, 16. Auflage 2021 (zusammen mit Klaus-Peter Dolde und Malte Graßhof).